# Der Landprediger

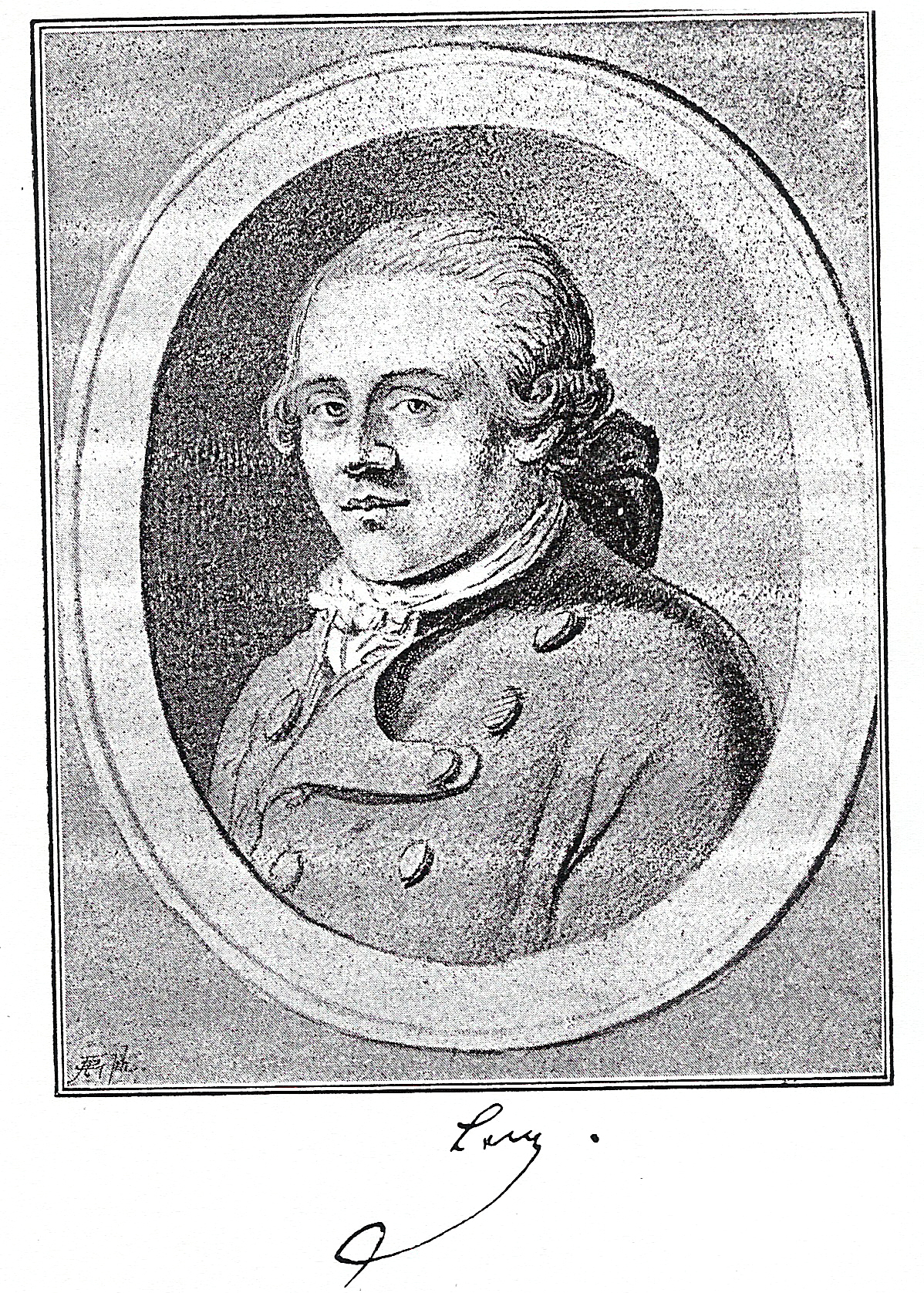
Jakob Michael Reinhold Lenz

Der Landprediger ist eine Erzählung von Jakob Michael Reinhold Lenz, die im Winter 1776/77 in Emmendingen entstand. Heinrich Christian Boie ließ die Geschichte Mitte 1777 in drei aufeinander folgenden Heften seiner Zeitschrift Deutsches Museum drucken.
Johannes Mannheim, Pfarrer von Großendingen, verkündet des Sonntags eine andere Art von Kirchenlehre. Er vermischt geistliche und ökonomische Angelegenheiten.

## Inhalt
Johannes Sekundus, von seinem Vater, dem o. g. Pfarrer erzogen, steigt zu einem außerordentlichen Abgesandten der Generalstaaten auf und ehrt seine verstorbenen Eltern auf vielfache Weise. Eine ist die Publikation der zweibändigen Geschichte des Lebens und der Taten seines Vaters, von letzterem zu Lebzeiten eigenhändig verfasst. Der Ich-Erzähler zieht dieses in Amsterdam erschienene umfängliche Werk zur vorliegenden kurzen Erzählung zusammen:
Johannes Mannheim wird von seinem Vater, einem thüringischen Geistlichen, auf die Universität geschickt. In der Universitätsstadt mietet sich der Student im Haus eines kinderreichen ehrwürdigen königlichen Amtmannes ein. Jener Beamte besitzt ein Landgut. Neben seinem Theologiestudium wir der junge Student dort auf dem Lande von dem Amtmanne in die ökonomischen Wissenschaften eingeführt. Später dann sieht sich der angehende junge Theologe genauer in der Welt um; bereist die französischsprachige Schweiz und hält sich längere Zeit in England auf. Wieder heimgekehrt, will er Mademoiselle Susanna Luzilla Bulac – seine erste Liebe – freien. Das Fräulein, Tochter des Propstes seines Vaters, ist inzwischen vergeben.
Johannes Mannheim erhält eine mittelmäßig gute Stelle als Dorfpfarrer. Er versammelt die angesehensten Bürger des Dorfs um sich und bespricht mit ihnen Hindernisse ihres Güterbaues und andere wirtschaftliche Angelegenheiten. Schließlich bewirtschaftet der Pfarrer  mit einem der wohlhäbigsten Bürger seines Dorfs ein Landgut und wird dabei – dank seiner praktischen Fertigkeiten – wohlhabend. Eine Hausfrau ist vonnöten. Johannes Mannheim besinnt sich des ehrwürdigen Amtmanns. Dieser wohnt noch – eine starke Tagreise von dem Dorf entfernt – in der Universitätsstadt. Nach einigem Hin und Her gewinnt Johannes Mannheim die Liebe der liebreizenden jungen Amtmannstochter Albertine. Die Ehe ist glücklich. Aus ihr geht Johannes Sekundus hervor.
Erfolgreich, mit glücklicher Hand und gewandter Zunge, hilft der Pfarrer, die traurige Spalte zwischen den beiden Ständen, dem ländlichen Adel und dem edlen Bürger, ein Stückchen zu schließen. Überdies gewährt Johannes Mannheim in seinem Hause manchem Künstler und Gelehrten Asyl. So entsteht auf dem Dorfe in gewisser Art eine Akademie der Künste und Wissenschaften. Man führt Komödien auf und wallfahrtet in die benachbarten Gebirge. Der Pfarrer und seine Frau Albertine wollen Romane schreiben und Verse schmieden. Das Paar versagt sich diese Ambition ebenso wie der Pfarrer sich das Tabak Rauchen und die Pastorin sich das Kaffee Trinken abgewöhnt. Nach dem Tode des Ehepaares findet dann der Sohn Johannes Sekundus doch einige fürtreffliche Traktate – Erbstücke – aus der Feder des seligen Vaters.

## Rezeption
- Voit[4] bemerkt, der Pfarrer und Landwirt Johannes Mannheim gestalte die Arbeit in seinem Dorf nach „sozialutopischen Vorstellungen bürgerlicher Volksaufklärung“. Am Vorabend der Französischen Revolution weist Lenzens Pfarrer einen hochnäsigen „Herrn vom Hofe“ in die Schranken.[5]
- Wenn Voit[6] zur Prosa des Autors schreibt, „Lenzens oft emphatischer Stil liegt ins nicht mehr“, so trifft das insbesondere auf das ins Märchenhafte abgleitende Ende der Erzählung zu.
- Voit[7] bescheinigt dem Autor gestalterische Kraft und hebt als Beispiel die Passage hervor, in der Johannes Mannheim seine Jugendliebe Luzilla aufsucht.
- Lenz setze sich in der Erzählung mit dem hoch verehrten Vater, einem angesehenen Prediger, auseinander.[8] Diese „letzte größere Arbeit“ Lenzens war auch „der letzte kühne Entwurf“ des Dichters „in die Zukunft“.[9]